# Abbazia di Casanova
L'abbazia di Casanova di Carmagnola è un piccolo complesso abbaziale nelle campagne di Carmagnola, in frazione omonima, a sud di Torino, in Piemonte, lungo la ex strada statale 393 di Villastellone.

## Storia

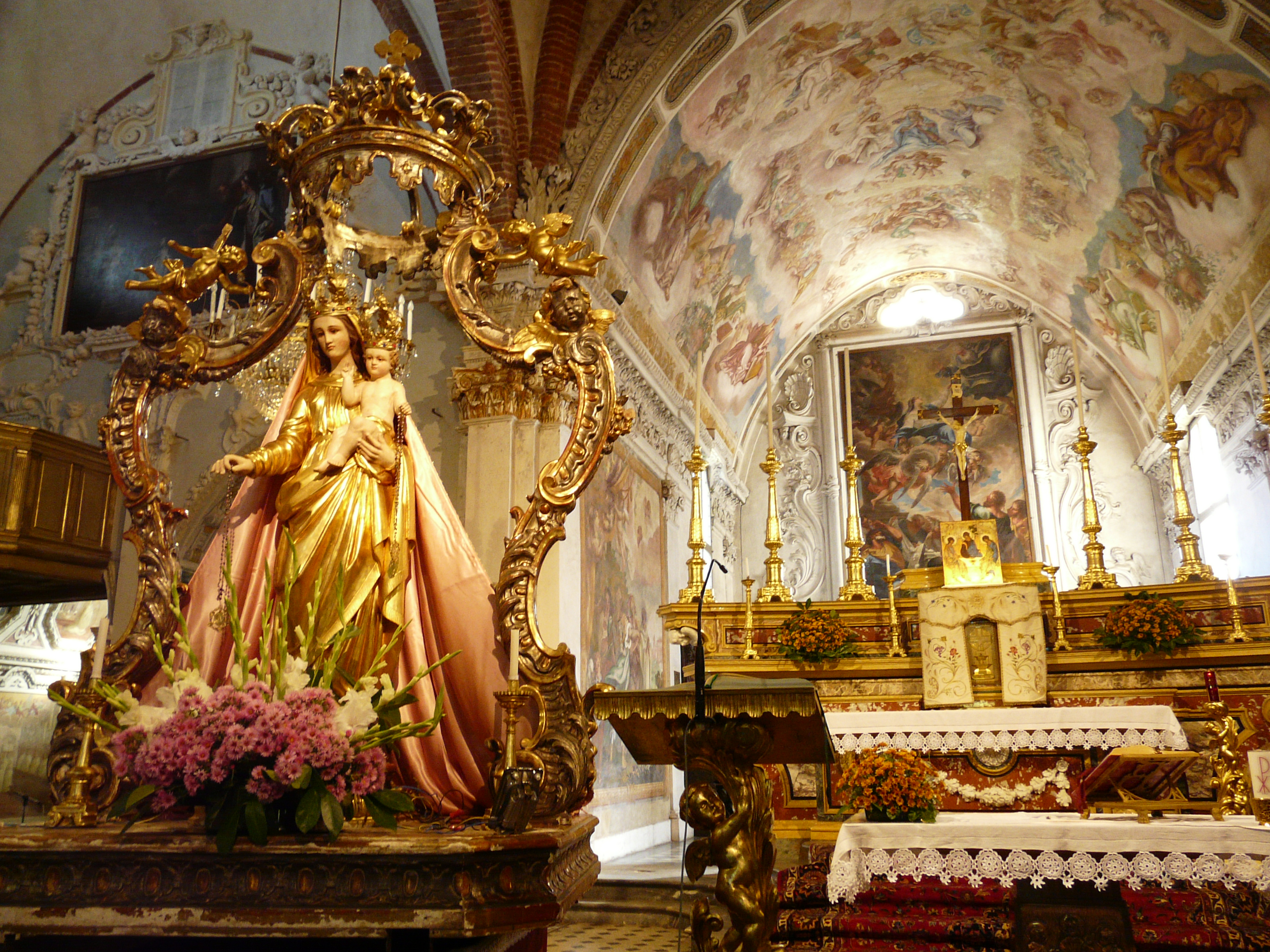
Il presbiterio

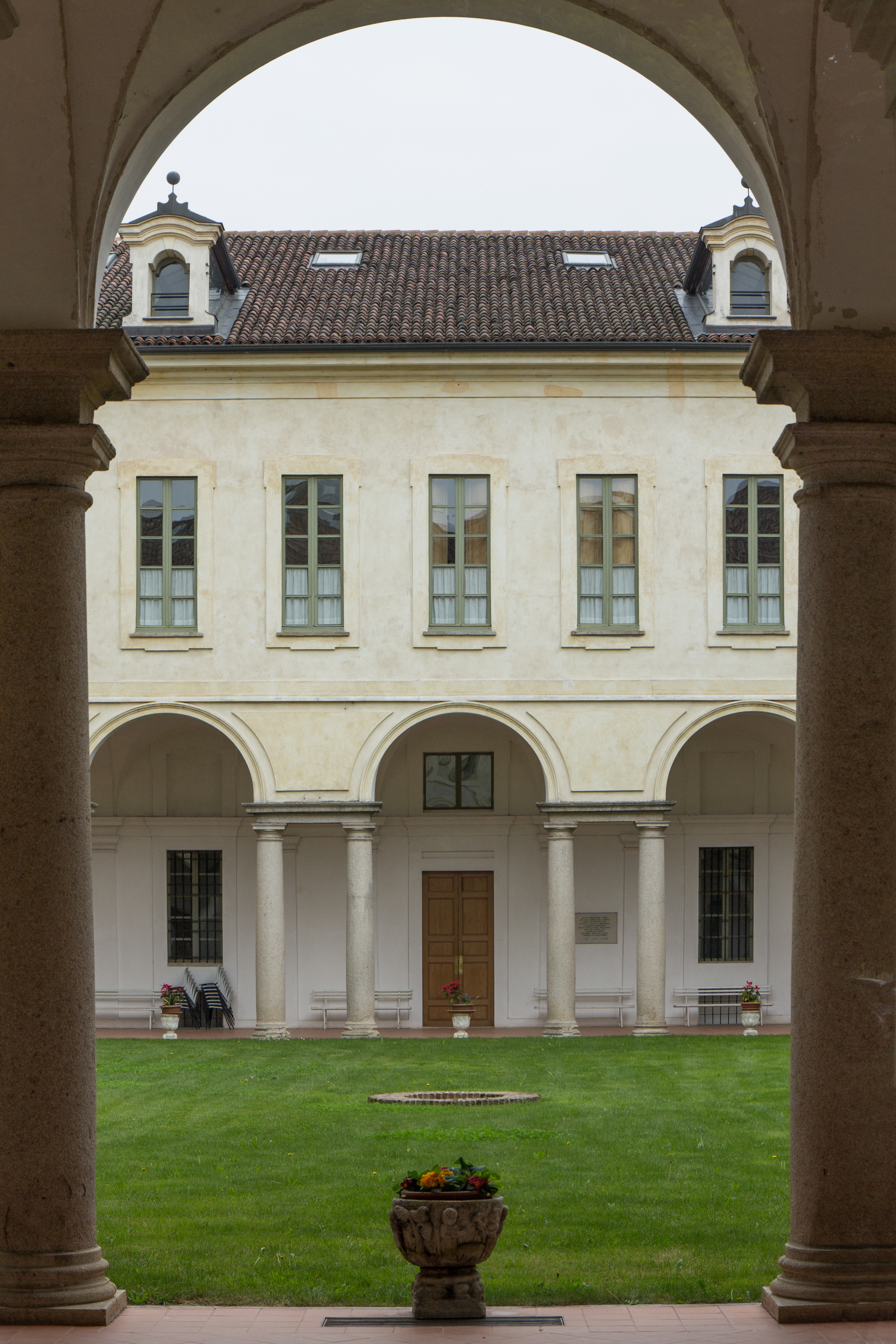
Il chiostro

L'antica e originaria (oggi pressoché inesistente) costruzione religiosa risaliva al XII secolo, opera voluta dai marchesi Manfredo e Ugo, figli di Bonifacio del Vasto, in favore dell'ordine monacale cistercense, grazie al quale si sviluppò largamente fino al XVI secolo, quando poi fu ceduto agli abati delle corti sabaude. Nel secolo successivo subì poi vari saccheggi, tanto da indurre papa Pio VI a declassarlo a monastero.
La facciata attuale della chiesa principale possiede ancora delle tracce architettoniche del 1666, tuttavia fu rifatta completamente qualche decennio dopo, ovvero agli inizi del XVIII secolo, in stile tardo barocco piemontese, con mattoni a vista, dall'architetto Francesco Gallo, mentre il resto del monastero intero e il chiostro fu rifatto, a seguito di un incendio, su disegni di Giovanni Tommaso Prunotto, un allievo di Filippo Juvarra, verso la metà dello stesso secolo.
Il campanile attuale è del 1825, che sostituisce il precedente e, a sua volta, la torre nolare originaria.
Dal XVIII secolo, l'abbazia fu utilizzata come residenza sabauda, sotto il patronato di Vittorio Amedeo III di Savoia, quindi di Vittorio Emanuele I.
 Attualmente, le aree del monastero sono in gestione alla Casa di Spiritualità del Cenacolo Eucaristico della Trasfigurazione.